# Hans Weirich
Hans Weirich (* 25. November 1909 in Brambauer; † 14. Juni 1942) war ein deutscher Historiker.

## Leben
Weirich war der Sohn des Pfarrers Wilhelm Weirich und dessen Frau Lina, geb. Fröhlich. Von 1929 bis 1933 studierte er Theologie, Philosophie, Geschichte und Germanistik an den Universitäten Bonn, Marburg und Wien. Nach der Promotion 1933 zum Dr. phil. in den Fächern Mittelalterliche und Neuere Geschichte, Deutsch und Alte Geschichte an der Universität Marburg legte er 1934 Staatsexamen in den Fächern Geschichte, Deutsch und Religion ab und absolvierte dann den Vorbereitungsdienst auf die wissenschaftliche Laufbahn an den Preußischen Archiven. 1938 erwarb er den Dr. phil. habil. an der Universität Berlin. Er wurde 1941 zum außerordentlichen Professor für Mittelalterliche Geschichte und Historische Hilfswissenschaften an der Universität Tübingen ernannt. 1942 fiel er an der Ostfront im Zweiten Weltkrieg.

## Schriften (Auswahl)
- mit Karl Hörger: Urkundenbuch der Reichsabtei Hersfeld. Bd. 1. Hälfte 1. Marburg 1936.
- mit Gerhard Kleinfeldt: Die mittelalterliche Kirchenorganisation im oberhessisch-nassauischen Raum. Marburg 1937, 2. Auflage 1984, ISBN 3-7708-0798-7.